# Праздники Ингушетии
Праздники Ингушетии — официально установленные в Республике Ингушетия нерабочие праздничные дни, национальные праздники и памятные даты. Все официальные праздники устанавливаются законами Республики Ингушетия и Указами Главы республики.

## Нерабочие праздничные дни
| Дата   | Название                                                | Примечание |
| ------ | ------------------------------------------------------- | --- |
| 4 июня | День Республики — День образования Республики Ингушетия | 4 июня 1992 года Верховный Совет России принял Закон «Об образовании Ингушской Республики в составе РФ». Ранее Ингушетия обладала своей автономией и в 1924—1934 годах существовала как Ингушская автономная область со столицей во Владикавказе. Затем с Чеченской АО была объединена в Чечено-Ингушскую АССР со столицей в Грозном. 4 июня 1992 года с провозглашением республики ингушская государственность была восстановлена. |
|        | Ураза-байрам                                            | В Ингушетии праздник разговения (Ид аль-Фитр) в честь завершения поста в месяце Рамадан называется «Мархаш» и отмечается по особому, с соблюдением национальных ингушских традиций, в течение 3 дней. «Мархаш» является не только мусульманским, но и национальным праздником Ингушетии. |
|        | Курбан-байрам                                           | |

## Иные национальные праздники
| Дата      | Название                                                 | Примечание |
| --------- | -------------------------------------------------------- | --- |
| 11 июля   | День Государственного флага Республики Ингушетия         | Современный флаг Республики Ингушетия утверждён 11 июля 1999 года. 11 сентября 2014 года Указом Главы Ингушетии 11 июля признан Днем Государственного флага Республики Ингушетия. |
| 1 августа | День образования судебной системы в Республике Ингушетия | 1 августа 1924 года был образован Областной Суд Ингушской Автономной области. Это дата стала началом образования судебной системы Ингушетии. 6 мая 2004 года это было признано Постановлением Народного Собрания РИ «О дате образования судебной системы в Республике Ингушетия». А 4 июня 2004 года Указом Президента РИ 1 августа был признан днем образования судебной системы в Республике Ингушетия и установлен праздничным днем. Так, Ингушетия является первым и пока единственным субъектом РФ, где день образования судебной системы признан праздничным днем. |
|           |                                                          | |
|           |                                                          | |

## Памятные дни
| Дата       | Название                              | Примечание |
| ---------- | ------------------------------------- | --- |
| 27 февраля | День Конституции Республики Ингушетия | 27 февраля 1994 года на всенародном голосовании была принята Конституция Республики Ингушетия.                                                                          |
| 7 июля     | День ингушской государственности      | 7 июля 1924 года была образована отдельная Ингушская автономная область в составе РСФСР. Сегодня этот день отмечается как день образования государственности Ингушетии. |
|            |                                       | |